# 5204 Herakleitos
Az 5204 Herakleitos (ideiglenes jelöléssel 1988 CN2) a Naprendszer kisbolygóövében található aszteroida. Eric Walter Elst fedezte fel 1988. február 11-én.